# リズラ
リズラ (Rizla) は、1532年にフランスのピエール・デ・ラクロアによって創業された手巻きタバコの巻紙を製造する会社、および製品の商標である。

## 概要
創業時のブランドは「ラクロア」であったが、1866年に社名を「リズラ」に改名する。RIZLAの隣に記された十字架のマークは、創業者のラクロア家の家紋である。1900年よりヨーロッパとアメリカで販売を開始した。
かつてはスズキ・MotoGPのオフィシャル・スポンサーであり、レースではリズラのロゴが入ったマシーンを見ることが出来た。製品はベルギーにて製造されている。